# Johan Richter
Johan Richter  ou Giovanni Richter  (Stockholm, 1665 - Venise, 1745) est un peintre de vedute actif à Venise en 1717.

## Biographie
Johan Richter  est né à Stockholm et mort à Venise. Il est connu pour avoir été  actif à Venise en 1717.  C'est un peintre baroque influencé par Apollonio Domenichini, dit il Menichino et par Luca Carlevarijs.

## Œuvres
- Vue sur le Canal de la Giudecca,
- Le Bassin San Marco,
- Vue de San Giorgio Maggiore, Venise
- Vue de San Michele, Venise,
- L'entrée de l'Ambassadeur de France comte de Gergy au palais ducal,
- L'Entrée du Grand Canal, regardant vers l'Est, avec le pont de bateaux pour la fête de la Madonna della Salute,
- Vue de Venise, collection musée des Beaux-Arts, Marseille,